# فايزة الخرافي
فايزة محمد الخرافي (1946 -)، هي كيميائية وأكاديمية كويتية. توّلت منصب مديرة جامعة الكويت من 1993 حتى عام 2002. وتُعتبر أول امرأة توّلت منصب مدير جامعة في الوطن العربي والشرق الأوسط. وأول خليجية حصلت على درجة وزير. وأول كويتية حصلت على درجة الدكتوراه في الكيمياء. وهي نائبة رئيس (أكاديمية العالم للعلوم)، وأعتبرتها مجلة فوربس ضمن قائمة أكثر 100 امرأة نفوذاً وتأثيراً في العالم لعام 2005.

## النشأة
وُلِدت الدكتورة فايزة الخرافي في 1946 في الكويت. درست الثانوية في مدرسة المرقاب. حصلت على شهادة البكالوريوس في جامعة عين شمس في عام 1967. بعد ذلك التحقت بجامعة الكويت وحصلت على الماجستير في 1972 والدكتوراه في عام 1975.

## السيرة المهنية
عملت فايزة الخرافي كأستاذة للكيمياء في جامعة الكويت من عام 1975 وحتى عام 1981. وأصبحت رئيسة قسم الكيمياء في الجامعة في عام 1984. وفي عام 1986 أصبحت عميدة كلية العلوم وهي أول امرأة تحصل على هذا المنصب في الخليج العربي، وشغلت هذا المنصب حتى 1989. وفي عام 1988 حصلت على درجة الأستاذية لتكون أول امرأة كويتية تنال هذه الدرجة في تخصصها العلمي. ثم شغلت منصب مديرة جامعة الكويت من 1993 حتى 2002.
باعتبارها كيميائية فقد درست مدى تأثير هندسة التآكل على أنظمة تبريد المحركات. ودرست السلوك الكهروكيميائي للألومنيوم والنحاس والبلاتين والنيوبيوم والفاناديوم والكادميوم والكوبالت، وساهمت في دراسة التفاعلات الأيزوميرية لتحويل المركبات الهيدروكربونية المشبعة C5 – C6 الموجودة في النفط الخفيف إلى جزيئات أحادية وثنائية التفرع باستخدام المحفزات لزيادة عدد الأوكتان ولتحسين ظروف عمل محرك السيارات.

## الحياة الشخصية
مُتزوجة من علي محمد ثنيان الغانم وأنجبت خمسة أبناء. وهي والدة رئيس مجلس الأمة السابق مرزوق الغانم، ورئيس نادي الكويت الرياضي (خالد علي الغانم)، وهي شقيقة رئيس مجلس الأمة السابق الراحل جاسم الخرافي ورجل الأعمال الراحل ناصر الخرافي.

## الأعمال
- الخرافي، فايزة (1983). السرطان والخلايا المتمردة.
- الخرافي، فايزة (1986). حرب الكيمياء.
- عبد الله، أبو بكر م. الخرافي، فايزة م. عطية، بدر ج. (أيار 2006). «التآكل الحبيبي للنحاس في وجود البنزوتريازول». (Scripta Materialia) وهي مجلة علمية.
- مخيد، سعد، الخرافي، فايزة، صموئيل يعقوب عطية، بدر (25 نيسان 2009). «الأكسدة المحفزة لأيونات الكبريتيد باستخدام رواسب بوليمرية شبكية دقيقة من الكوبالت فثالوسيانين في محلول مائي». (Catalysis Communications) الاتصالات المحفزة وهي صحيفة علمية.

## الجوائز والتكريمات
- اختارتها مجلة الديرة الكويتية كشخصية اكاديمية لعام 1993.
- اختارتها مجلة «المجلة» البريطانية كشخصية العام النسائية لعام (1994- 1995).
- نالت جائزة أفضل عشر شخصيات عربية لجهودها المتميزة في مجال الأبحاث المقدمة سبتمبر 1997.
- اختارتها مجلة روز اليوسف المصرية كأبرز شخصيات العام النسائية في المجال الاكاديمي التربوي عام 2000.
- تقلّدت وسام الكويت ذو الوشاح من الدرجة الأولى تقديراً للخدمات المميزة التي قامت بها وأنجزتها في مجال التعليم العالي عام 2002 من تقديم أمير الكويت الراحل الشيخ جابر الأحمد الصباح.
- اعتبرت ضمن أكثر 100 امرأة الأكثر نفوذاً وتأثيراً في العام 2005 من مجلة فوربس.
- تم منحها جائزة «الشخصية النسائية الخليجية لعام 2008» من قبل رابطة المرأة والاسرة الخليجية (وفا) التابعة لمجلس العلاقات الخليجية الدولية.
- حصلت على جائزة لوريال-يونيسكو في مجال العلوم لعملها في هندسة التآكل عام 2011.
- تم منحها جائزة «المرأة القيادية» في مؤتمر (المرأة والقيادة العالمية) مطلع عام 2016.[4]